# Zona sismica di Brawley
La zona sismica di Brawley, conosciuta anche come zona di faglia di Brawley, è una zona caratterizzata da una tettonica estensionale che connette l'estremità meridionale della faglia di Sant'Andrea alla faglia di Imperial, nella California meridionale. La zona prende il nome dalla vicina città di Brawley, nella contea di Imperial.

## Geologia
La zona sismica di Brawley rappresenta l'estensione più settentrionale dell'asse di centri di accrescimento associata con la dorsale del Pacifico orientale che corre lungo tutto il Golfo di California, la cosiddetta zona di rift del Golfo di California, e che sta di fatto allontanando sempre più la penisola di Bassa California dalla parte centrale del Messico innescando anche una significativa subsidenza in corrispondenza dei laghi Salton, nella California meridionale, e Laguna Salada, nella Bassa California.
I Salton Buttes, un gruppo di cinque piccoli duomi lavici situato sulla costa meridionale del lago Salton, non sono altro che l'estremità settentrionale della zona sismica di Brawley e sono fatti risalire proprio al vulcanismo e all'attività geotermica di quest'ultima. Di fatto la zona sismica di Brawley può essere interpretata come un centro di accrescimento sulla terraferma che corre diagonalmente attraverso la depressione di Salton.

## Sciami sismici
Gli sciami sismici non sono rari in questa zona: il 26 agosto 2012, uno sciame di più di 300 terremoti da piccoli a moderati, con una magnitudo momento massima di 5,5, ha colpito la zona nei dintorni di Brawley ed eventi simili, con una magnitudo massima di 5,1 e 5,8 si erano già verificati, sempre nei pressi di Brawley, rispettivamente nel 2005 e nel 1981. Stando ai geologi dello United States Geological Survey (USGS), sciami sismici di questo tipo, ossia composti da molte scosse di magnitudo moderata e simile tra loro piuttosto che da una scossa molto intensa seguita da una serie di scosse deboli, sono tipici di zone sismiche come quella di Brawley.